# Rosso Fiorentino

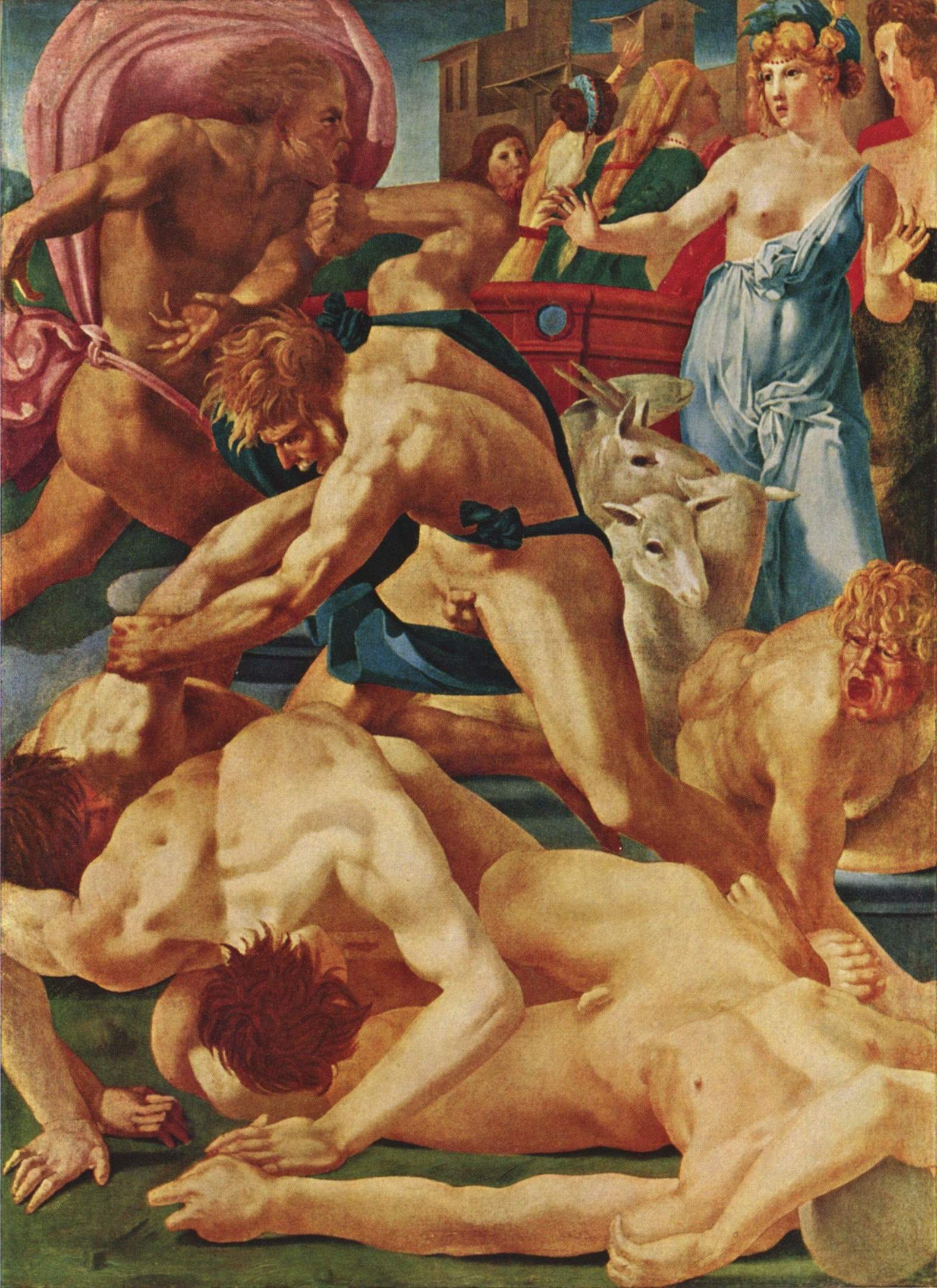
Moses försvarar Jethros döttrar Rosso Fiorentino (c.1523) Uffizi, Florence.

Rosso Fiorentino (eg. Giovanni Battista di Jacopo di Gasparre), född 1494, död 1540, italiensk konstnär, verksam i Florens, en av de ledande manieristerna. Fiorentino är representerad vid Nationalmuseum.